# Třídění odpadu
Třídění odpadu je sběr jednotlivých druhů odpadů odděleně od ostatních. Následně se odpad recykluje. 
Odpad je sbírán do speciálních kontejnerů rozlišených podle vkládané sběrné suroviny (plast, papír, sklo, kovy, nápojové kartony…)
Recyklací odpadu se šetří primární zdroje. Například tříděním papíru lze zabránit kácení lesů. Další výhodou třídění odpadu je úspora energie, která by byla potřeba k výrobě nových výrobků.

## Recyklační symboly na obalech
Na obalových materiálech jsou v EU vyznačeny recyklační symboly, podle kterých se pozná, kam jednotlivé obaly třídit.

## Druhy odpadu

### Směsný komunální odpad
Patří do černých nádob.

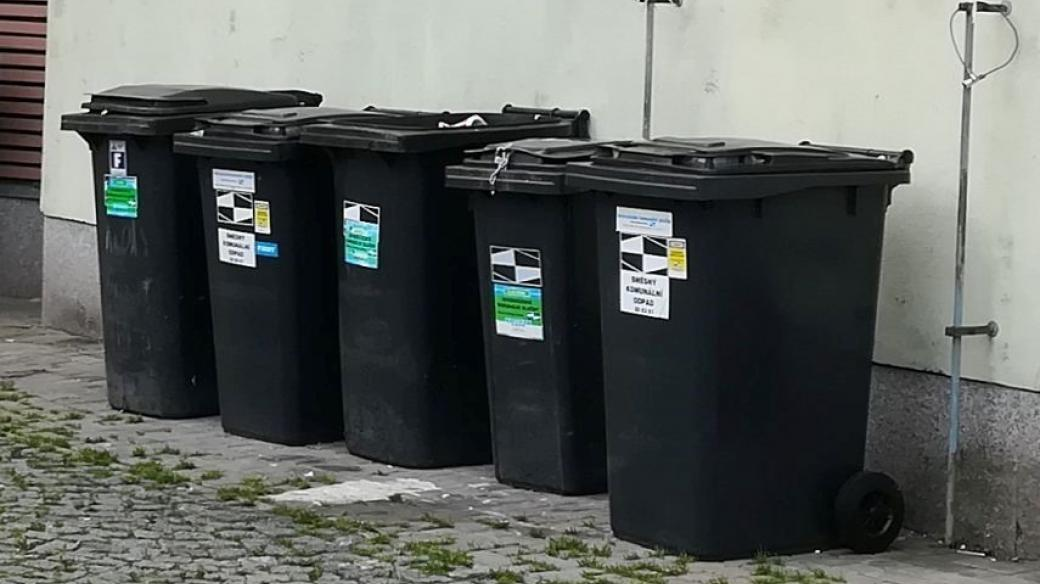
Popelnice na směsný komunální odpad

Patří sem: Kapesníky, krabice od pizzy, PVC, mokrý papír
Nepatří sem: Recyklovatelné výrobky, nebezpečný odpad

### Papír

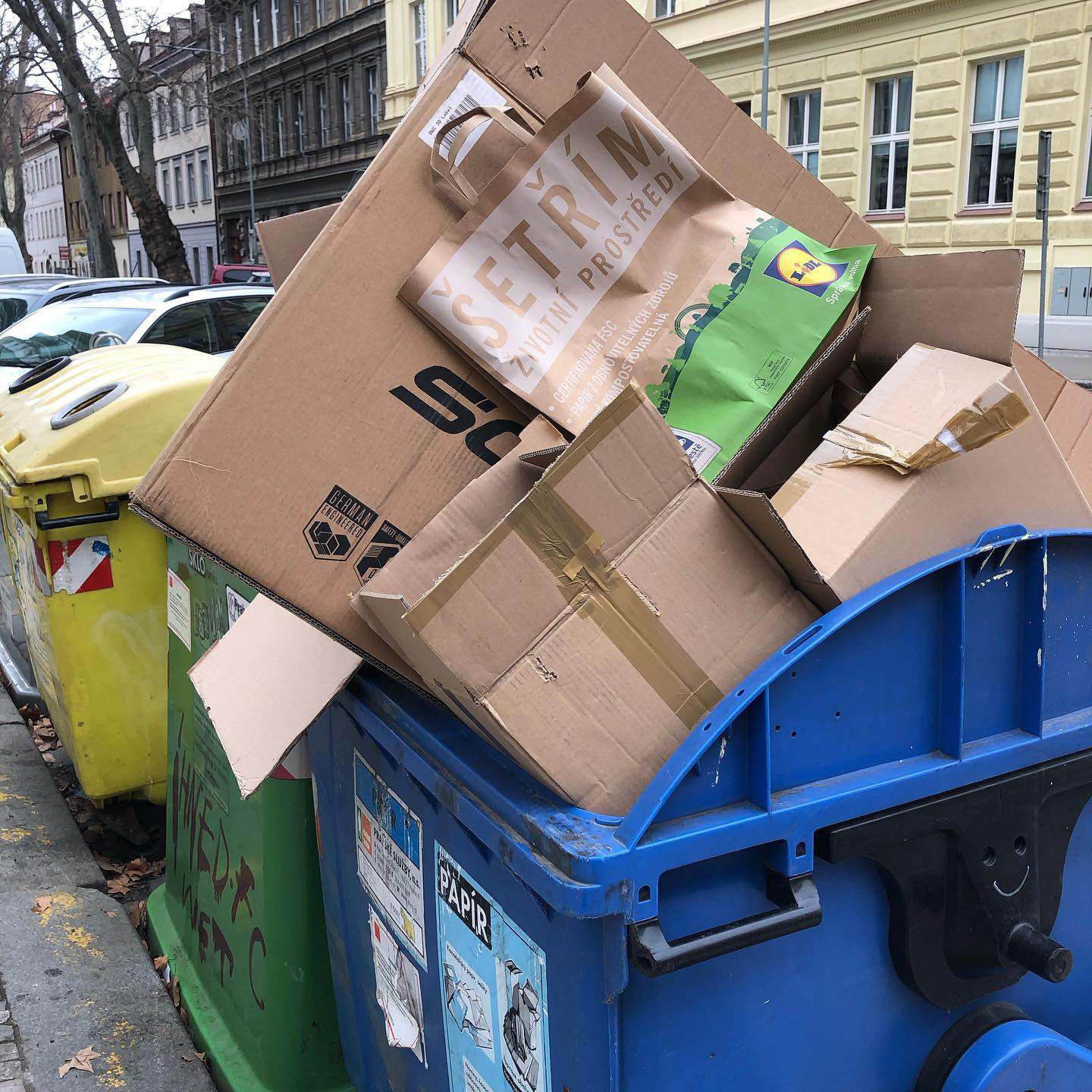
Papírové krabice je před vhozením do nádoby třeba rozložit / rozřezat, aby nezabíraly hodně místa.

Papír patří do modrých nádob s nálepkou papír. 
Patří sem: noviny, časopisy, kancelářský papír, reklamní letáky, knihy, sešity, kartonové krabice, lepenka, papírové ruličky od toaletního papíru, plata od vajec, obaly s recyklačním symbolem a kódem PAP, 20, 21, 22.
Nepatří sem: mokrý, mastný nebo jinak znečištěný papír, uhlový a voskovaný papír, použité pleny a hygienické potřeby a vícevrstvé obaly, kapesníky, bílé účtenky.

### Sklo

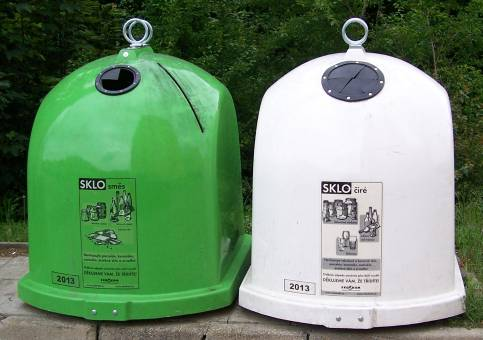
Kontejner na čiré a barevné sklo

Patří sem: nevratné láhve od nápojů, skleněné nádoby, skleněné střepy – tabulové sklo, obaly s recyklačním symbolem a kódem GL, 70, 71, 72.
Nepatří sem: keramika, porcelán, autosklo, drátěné sklo, zrcadla, lahvičky od léčiv, žárovky, zářivky a výbojky…
Sklo se třídí na čiré a barevné. Nejčastěji se používá dělený kontejner, kdy je jedna polovina určena pro čiré a druhá pro barevné sklo. Někde jsou k dispozici dva samostatné kontejnery pro čiré a barevné sklo.
Čiré sklo: pouze čiré láhve, sklenice a jiné čiré sklo bez zbarvení.
Barevné sklo: hnědé, zelené, šedé, modré lahve, lahvičky od léků, tabulové sklo, bílé (mléčné) sklo.
Pokud je v místě pouze kontejner na „čiré sklo“, nerozlišuje se na čiré a barevné a všechno patří do tohoto kontejneru.
Tabulové sklo (i čiré) nepatří do čirého skla, ale do barevného skla, může za to jeho chemické složení.
Korba svozového vozu bývá rozdělena přepážkou pro oddělený svoz čirého a barevného skla, aby nemuseli jezdit pro dělené kontejnery na sklo 2 auta.

### Plasty
Patří do žlutých nádob s nálepkou Plast.
Patří sem: stlačené PET lahve, kelímky od jogurtů, mikrotenové sáčky, fólie, výrobky a obaly z plastů, polystyren, obaly s recyklačním symbolem a kódem PET, HDPE, LDPE, PP, PS, 1, 2, 4, 5, 6.
Nepatří sem: novodurové trubky, guma, molitan, PVC, textil z umělých vláken, nádobky od léčiv, linolea, pneumatiky, obaly od nebezpečných látek (motorový olej, chemikálie, barvy atd)

### Nápojové kartony

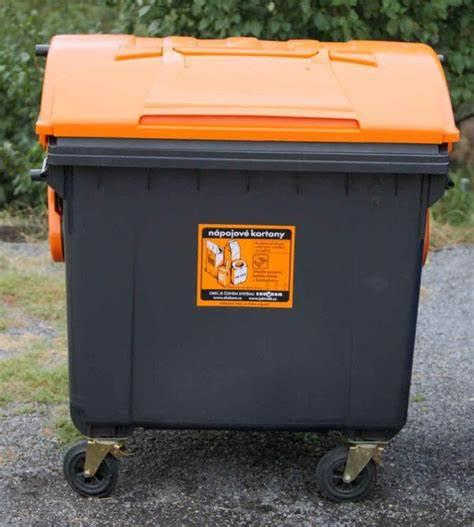
Kontejner na nápojové kartony

Nápojové kartony patří do černého kontejneru s oranžovou nálepkou Nápojové kartony.
Nápojové kartony (Tetra Pak), označují se recyklačními symboly C/PAP, 81 a 84. Obsahují 75% papíru, 20% polyethylenu, 5% hliníku.
Patří sem: Krabice od mléka, džusů, kefíru, smetany
Nepatří sem: Měkké sáčky od polévek, kelímky od jogurtů, obaly od másel a tvarohů.

### Kovy
Kovy patří do šedých nádob s nálepkou Kovové obaly. 
Patří sem: nápojové plechovky, konzervy, alobal, hliníková víčka od jogurtů, ostatní kovové předměty ( nůžky, hřebíky..), obaly s recyklačním symbolem a kódem FE, ALU 40–49.
Nepatří sem: Obaly od barev, nebo jiných chemických a nebezpečných látek, baterie, obaly od motorových olejů a pohonných hmot.

### Bioodpad
Bioodpad patří do hnědých nádob s nálepkou Bioodpad.
Patří sem: Ovoce a zelenina, slupky, čajový a kávový odpad, tráva, listí, větve, uvadlé květiny.
Nepatří sem: Uhynulá zvířata, exkrementy, maso, kosti, plastové sáčky, větve, kamení

### Gastroodpad
Gastroodpad patří do hnědých nádob s nálepkou Gastroodpad.
Patří sem: Zbytky jídel, prošlé potraviny
Nepatří sem: Mikrotenové sáčky, gumové rukavice

### Jedlé tuky a oleje
Barva sběrné nádoby se v každé obci/městě liší. Řídíme se nálepkou Jedlé tuky a oleje.
Odevzdáváme v uzavřených PET lahvích, nikdy ve skleněných nádobách, které se mohou rozbít.
Patří sem: Kuchyňský olej po vaření, zbytky másel.
Nepatří sem: Motorový olej, zbytky potravin.

### Nebezpečný odpad

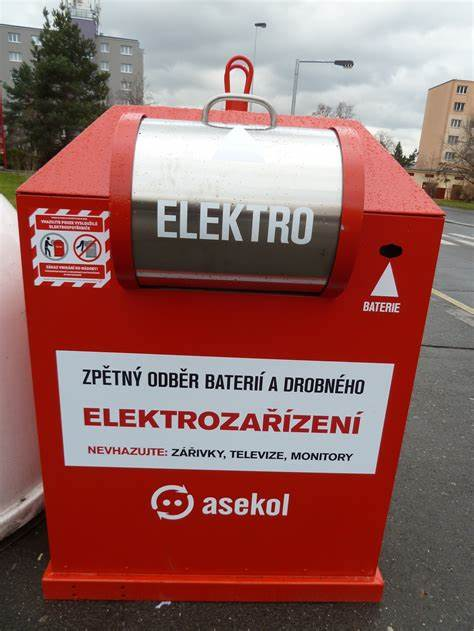
Nádoba na elektroodpad

Nebezpečný odpad patří do sběrného dvora.
Patří sem: Výrobky obsahující rtuť, pneumatiky, zářivky, výbojky, akumulátory, ledničky – mrazničky, barvy, lepidla a motorový olej.

### Elektroodpad
Elektroodpad patří do červených nádob s nálepkou Elektrozařízení
Patří sem: galvanické články (baterie), vysloužilá elektrozařízení ( fény, toastovače, mobilní telefony, notebooky..)

### Zpětný odběr
Prodejny elektrospotřebičů nabízí odvoz a likvidaci vysloužilých spotřebičů. (myčky, ledničky, sporáku, mikrovlnné trouby...). Financování systému sběru a recyklace těchto výrobků je zajištěno systémem výběru „recyklačních poplatků“, které se připočítávají k ceně nových výrobků.

## Zálohování

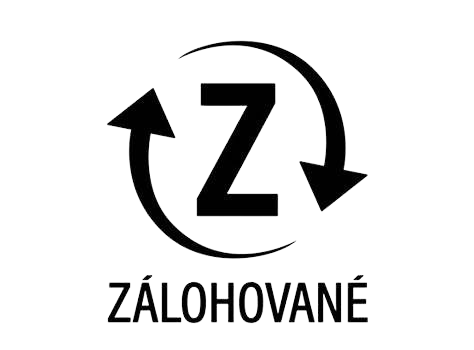
Symbol zálohování

Zálohování PET lahví a plechovek je zavedeno v 16 evropských státech (např. na Slovensku, v Německu, Švédsku, Chorvatsku). V České republice jsou zálohované jen skleněné pivní lahve. Zavedení záloh na PET lahve a plechovky v ČR je ministerstvem životního prostředí naplánováno na polovinu roku 2025.

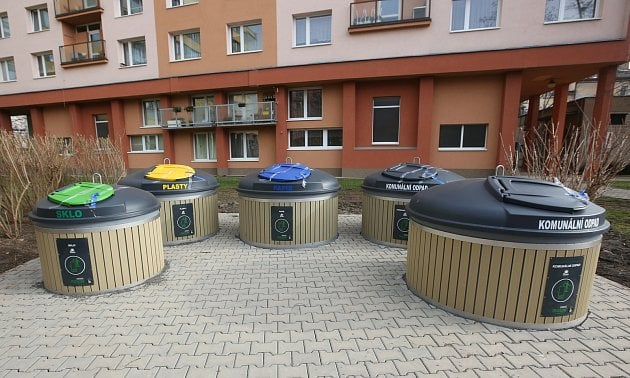
Polopodzemní kontejnery

## Typy nádob
- Zvony - starší kontejnery - mají spodní výsyp - kontejner se zvedne nad korbu, pro vyprázdní se otevřeno dno ovladačem popeláře.
- Kontejnery 1100 litrů s horním výsypem se sváží vozy s lineárním hydraulickým lisem.
- Podzemní kontejnery - jsou celé zapuštěné do země.
- Polopodzemní kontejnery - jsou napůl zapuštěné do země.

## Frekvence svozu
Nejčastěji se sváží takto: plasty 2× týdně, papír 1× týdně, sklo 1× za 4 týdny. Ostatní suroviny individuálně podle velikosti a počtu kontejnerů.
- intenzivní (> 1× týdně)
- standardní (1–2× za 14 dní)
- extenzivní (< 1× za 14 dní)

## EKO-KOM a.s.
EKO-KOM a.s. je obalová společnost, která byla založena na spolupráci průmyslových podniků, měst a obcí; zajišťuje, aby odpady z použitých obalů byly vytříděny, dotříděny a využity jako druhotná surovina nebo případně jako zdroj energie.

## Systém sběru tříděného odpadu

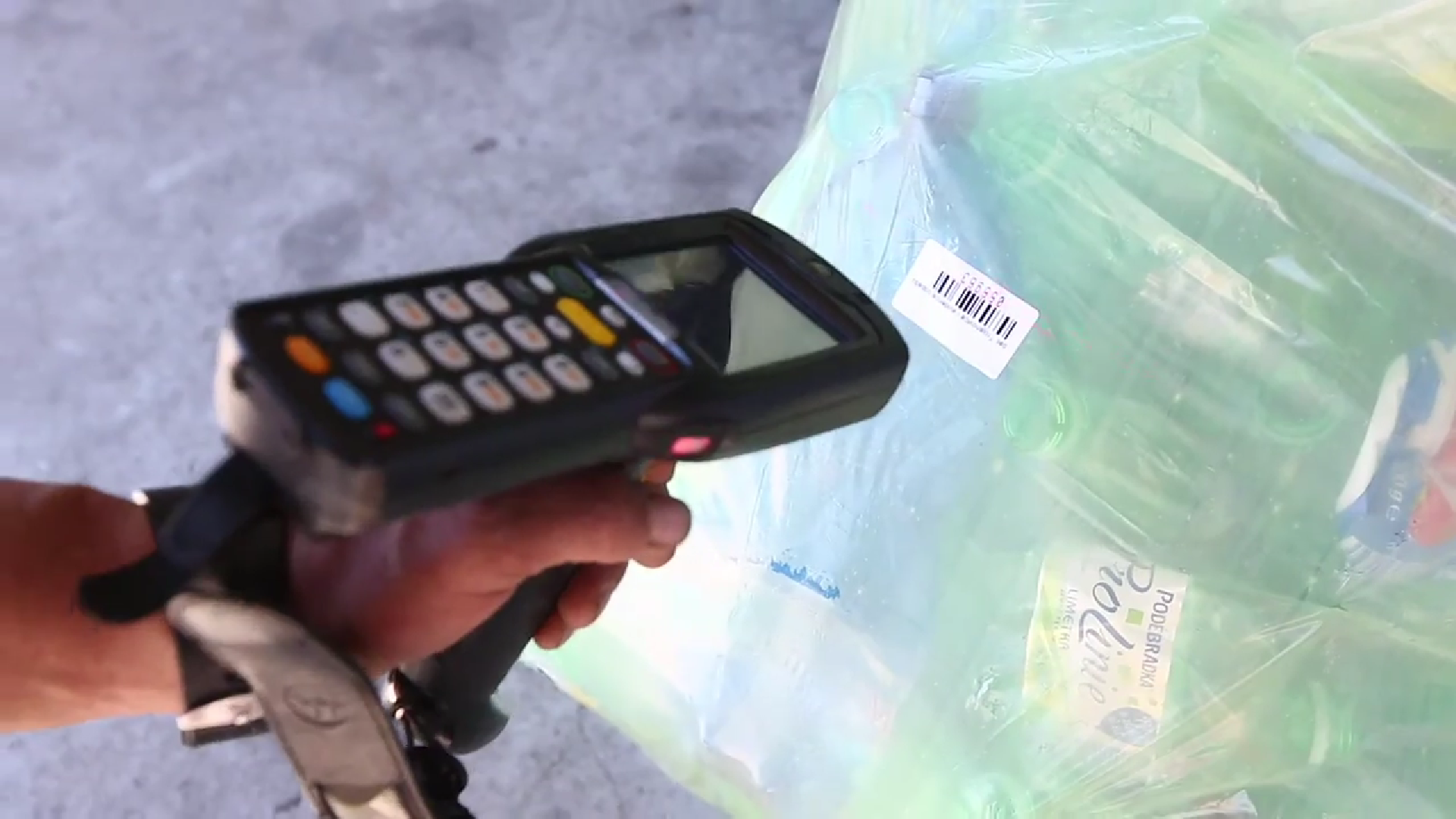
Evidence odpadu

Pytlový sběr: Občané třídí do pytlů, které jsou svážené od domů. Podle toho, kolik odpadu vytřídí, tak velkou získají slevu na poplatcích.
Čipování popelnic: Město očipuje popelnice, díky čemu občané platí podle toho, kolik směsného odpadu vyprodukují.
Tašky: Občané dostanou tašky k třídění, aby mohli třídit přímo v domácnosti.
Door to Door: Občané dostanou popelnice na tříděný odpad k domu. Ti potom třídí rovnou v domácnosti.
Gastro sety Občané dostanou malý koš a rozložitelné sáčky z kukuřičného škrobu.
Mobilní svozy: Některá města, obce nabízejí během roku mobilní svozy nebezpečného odpadu.

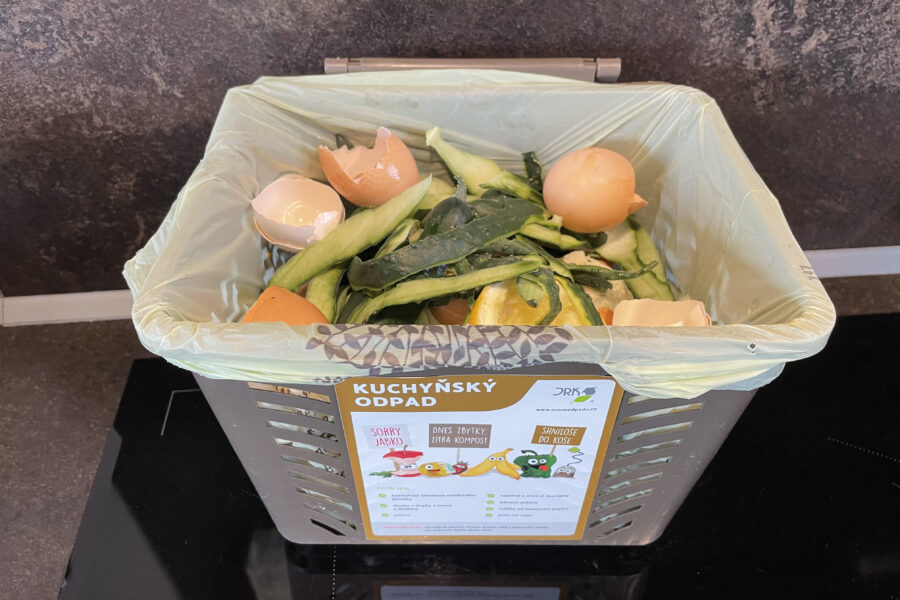
Nádoba pro třídění gastroodpadu

Sběrné dvory: Sem patří nebezpečný odpad, velkoobjemový odpad, stavební suť. 

## Multikomoditní sběr odpadu

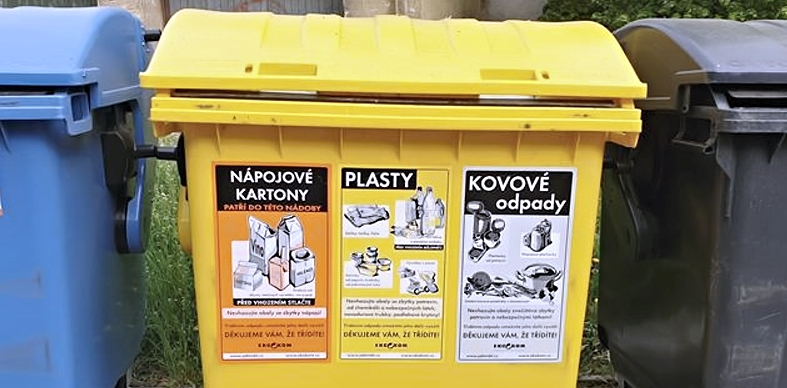
Multikomoditní sběr odpadu

Multikomoditní sběr odpadu je sběr více komodit do jednoho kontejneru. Např. kovy spolu s plasty, nápojové kartony spolu s papírem. Proto je potřeba sledovat polepy na kontejnerech a nevhazovat do nich to, co tam nepatří. Na dotřiďovací lince se od sebe jednotlivé komodity oddělí. 